# Korylas
Korylas (gr. Κoρύλας, Korýlas) (V/IV wiek p.n.e.) – pierwszy znany historyczny król Paflagonii z dynastii Pylajmenidów ok. 400-395 p.n.e. Prawdopodobnie poprzednik Kotysa, króla Paflagonii.
Korylas jest wzmiankowany tylko w jednym z wielu dzieł Ksenofonta, żołnierza i pisarza greckiego, pt. Wyprawa Cyrusa. Dawni uczeni uważali, że był on prawdopodobnie tożsamy z Kotysem, który jednak był jego następcą na tronie Paflagonii. Ksenofont wspomniał Korylasa w związku ze słynnym odwrotem najemnych żołnierzy greckich (tzw. marsz dziesięciu tysięcy) w latach 401-400 p.n.e. Wracali oni do domu drogą powrotną, liczącą tysiące mil, wiodącą przez pustynie i góry Armenii aż do Morza Czarnego.
Żołnierze greccy po dotarciu do greckiego miasta Kotyora, kolonii Synopy leżącej na terenie Tibareńczyków, zatrzymali się tam czterdzieści pięć dni. Żywność brano częściowo z Paflagonii, częściowo z Kotyoritów. Przybyli posłowie Synopy, którzy obawiali się o los swej kolonii i pozostałych obszarów. Za pośrednictwem Hekatonymosa chcieli zapewnienia, że z ich strony nic im nie grozi. Słyszeli bowiem o ich wtargnięciu przemocą do miasta, zakwaterowaniu niektórych po domach oraz o zabieraniu bez pozwolenia rzeczy z włości. Stwierdzili, że jeżeli nadal tak będą postępować, to będą zmuszeni do szukania pomocy u Korylasa, Paflagończyków i innych. Ksenofont, uczestnik wyprawy, odpowiedział posłom, że Kotyoritowie są sami sobie winni, a także, że zaprzeczył w sprawie użycia przemocy. Natomiast na groźbę dobrania sobie Korylasa i Paflagończyków na sprzymierzeńców, stwierdził, że będą Grecy walczyć z oba przeciwnikami. Dodał do tych słów jeszcze groźbę: Lecz jeśli uznamy za stosowne uzyskać sobie przyjaciela w Paflagończyku (a słyszymy, że ma ochotę na wasze miasto i nadbrzeżne warownie), to spróbujemy okazać się jego przyjaciółmi i pomożemy mu w spełnieniu życzeń. Posłowie Synopy oburzyli się na te słowa. Jeden z nich powiedział, że nie przyszli po to, by wywołać wojnę, lecz w przyjaznych zamiarach. Potem obie strony doszły do porozumienia. Greccy najemnicy uważali bowiem, że Synopejczycy będą im potrzebni w ich dalszej drodze lądowej, bowiem posiadali  oni wiedzę o Paflagonii. Hekatonymos, jeden z posłów, przepraszał za groźbę zawarcia przyjaźni z Paflagończykiem. Zaczął im opowiadać o Paflagonii, że zna ten kraj i ich siły. Wychwalał krainę, jako posiadającą piękne równiny i wysokie góry, konnicę lepszą od perskiej. Poinformował, że teraz Paflagończycy nie przybyli na wezwanie króla perskiego, gdy ich władca wysoko mierzy. Podał, że mają  oni  wojsko liczące ponad sto tysięcy ludzi. Poza tym, jej rzeki Termodont, Iris, Halys i Partenios są trudne do przeprawy. Zachęcał najemników do pójścia z Synopy do Heraklei, gdzie jest dużo okrętów. Niektórzy z nich, po wysłuchaniu tych słów, uznali Hekatonymosa za życzliwego względem Korylasa, ponieważ był jego urzędowym przedstawicielem w Synopie. Inni natomiast apelowali, by w drodze nie niszczyli ziemi synopejskiej. Najemnicy postanowili podróżować morzem.